# The Ghost of Tom Joad
| Recensione        | Giudizio |
| ----------------- | -------- |
| AllMusic          | [ 1 ]    |
| Los Angeles Times | [ 11 ]   |
| NME               | 9/10     |
| Rolling Stone     | [ 13 ]   |

The Ghost of Tom Joad è l'undicesimo album in studio del cantautore statunitense Bruce Springsteen, pubblicato nel 1995 dalla CBS Records.

## Storia
Springsteen ha scritto e registrato l'album tra marzo e settembre 1995, a Thrill Hill West, il suo studio di casa a Los Angeles. Dopo la riunione in studio di quell'anno con la E Street Band e l'uscita di Greatest Hits, l'attività di scrittura di Springsteen è aumentata in modo significativo, dando vita a questo album, che consiste di sette tracce soliste e cinque tracce della band.

## Brani
Le tematiche trattate dai testi, così come la musica e gli arrangiamenti, più folk e acustici, richiamano l'album di Springsteen del 1982 Nebraska. Tom Joad è il protagonista del romanzo di John Steinbeck del 1939 Furore (The Grapes of Wrath) e dell'omonimo film del 1940 diretto da John Ford. Le canzoni parlano del divario tra ricchi e poveri e dei problemi degli immigrati negli Stati Uniti.

## Accoglienza
Ha raggiunto la top ten in due paesi e la top venti in altri cinque, incluso il numero 11 negli Stati Uniti, il suo primo album in studio a non riuscire a raggiungere la top ten negli Stati Uniti in oltre due decenni. 
The Ghost of Tom Joad venne premiato ai Grammy Awards 1997 come "Miglior album folk contemporaneo".
Sebbene accolto complessivamente in modo positivo dalla critica specializzata, a livello commerciale il disco non riuscì a bissare i successi commerciali registrati nel decennio precedente in patria, fermandosi solo alla undicesima posizione della classifica Billboard 200.
Nel mercato europeo, il disco registrò un miglior successo commerciale e in particolare in Italia l'album fu un doppio disco di platino, vendendo circa 200 000 copie in meno di due mesi.

## Tracce
Testi e musiche di Bruce Springsteen.
1. The Ghost of Tom Joad – 4:23
2. Straight Time – 3:25
3. Highway 29 – 3:39
4. Youngstown – 3:52
5. Sinaloa Cowboys – 3:51
6. The Line – 5:14
7. Balboa Park – 3:19
8. Dry Lightning – 3:30
9. The New Timer – 5:45
10. Across the Border – 5:24
11. Galveston Bay – 5:04
12. My Best Was Never Good Enough – 2:00

## Formazione
- Bruce Springsteen – voce, chitarra, armonica a bocca, tastiera
- Gary Mallabar – batteria, percussioni
- Marty Rifkin – steel guitar
- Garry Tallent – basso
- Jim Hanson – basso
- Soozie Tyrell – violino, cori
- Chuck Plotkin – tastiera
- Jennifer Condos – basso
- Lisa Lowell – cori
- Patti Scialfa – cori

## Classifiche
| Classifica (1996) | Posizione massima |
| ----------------- | ----------------- |
| Australia         | 27                |
| Austria           | 13                |
| Belgio (Fiandre)  | 14                |
| Finlandia         | 7                 |
| Germania          | 22                |
| Italia            | 1                 |
| Norvegia          | 4                 |
| Nuova Zelanda     | 47                |
| Paesi Bassi       | 17                |
| Regno Unito       | 16                |
| Stati Uniti       | 11                |
| Svezia            | 3                 |
| Svizzera          | 8                 |

## Cover
Nel 2000 i Rage Against the Machine hanno inserito una cover del brano The Ghost of Tom Joad nell'album Renegades. Una cover dello stesso brano è presente nell'EP del 2005 Black Refuge dei Junip e nell'album del 2015 dei Modena City Ramblers Tracce clandestine